# Temporada d'huracans de l'Atlàntic de 2005
La temporada d'huracans a l'Atlàntic de 2005 va començar oficialment el dia 1 de juny de 2005 i va acabar, oficialment, el 30 de novembre de 2005. La temporada va batre nombrosos rècords i es va convertir en la temporada d'huracans a l'Atlàntic més activa de la història per diverses raons:
- En primer lloc perquè, tot i que la temporada va cloure's oficialment el dia 30 de novembre, l'activitat es va perllongar fins al gener de 2006.
- Van produir-se més ciclons tropicals i subtropicals (28) que en qualsevol altre any.
- D'aquests, 15 es van convertir en huracans (rècord).
- D'aquests, 7 esdevingueren ‘’grans'’ huracans (de categoria 3 o superior en l'escala Saffir-Simpson), dels quals 4 van arribar a la categoria 5 (mai en una mateixa temporada s'havia registrat més de dos huracans d'aquesta força).
- Un d'aquests 4 huracans, el Wilma, va ser l'huracà més intens de la història, atès que va arribar a tenir una pressió baromètrica de 882 hPa en el seu centre.
- Finalment, no només es va esgotar la llista de noms (extrem que ja s'havia produït en tres ocasions en el Pacífic) sinó que es va haver d'estrenar l'alfabet grec per a anomenar fins a sis ciclons més, dos dels quals (Beta i Èpsilon) van adquirir la categoria d'huracà, mentre que la tempestat tropical Zeta, la darrera de la temporada, va durar com s'ha dit fins als primers dies del 2006.

L'impacte d'aquesta temporada va ser desastrós. En total, hom avaluà en més de 100.000 milions de dòlars (un rècord) els danys materials ocasionats. Els ciclons es van cobrar la vida també d'almenys 2.048 persones. Mèxic va ser assotat tres vegades per huracans d'intensitat igual o major a la categoria 3; mentre que els estats de Florida i Louisiana dels Estats Units d'Amèrica van ser assotats dues vegades cadascun per aquest tipus d'huracans. Els efectes més catastròfics de la temporada es van sentir a Nova Orleans i Louisiana on l'huracà Katrina va destruir els dics que protegien la ciutat, va causar més de 75 mil milions de dòlars en pèrdues materials i es va cobrar quasi 1.600 víctimes mortals. No obstant això, el Katrina no va ser l'únic huracà catastròfic de la temporada, perquè també el Rita i el Wilma van portar la desgràcia i la destrucció a Florida, Texas, Louisiana i Mèxic.
| A | B | C  | D | E  | F | G  | H | I | 10 | J  | K  | L  | M  | N  | O |
|   |   |    |   |    |   |    |   |   |    |    |    |    |    |    |   |
| P | R | 19 | S | Un | T | 22 | V | W | Αα | Ββ | Γγ | Δδ | Εε | Ζζ |   |

| Escala Saffir-Simpson |    |   |   |   |   |   |
| TD                    | TS | 1 | 2 | 3 | 4 | 5 |